# Wilsberg: In alter Freundschaft
In alter Freundschaft ist die zweite Folge der Fernsehfilmreihe Wilsberg. Die Erstausstrahlung erfolgte am 25. Mai 1998 im ZDF. Der Film basiert auf der gleichnamigen Buchvorlage von Jürgen Kehrer aus dem Jahr 1991. Regie führte Dennis Satin, das Drehbuch wurde von Bernd Schadewald geschrieben.
Nachdem in der ersten Folge, Wilsberg: Und die Toten lässt man ruhen, die Hauptrolle des Georg Wilsberg noch von Joachim Król gespielt wurde, übernahm ab dieser zweiten Folge Leonard Lansink die Rolle.

## Handlung
Privatdetektiv Georg Wilsberg sucht für den Landwirt Rabenalt dessen ausgerissene Adoptivtochter Tanja. Unmittelbar nachdem er das Mädchen zurückgebracht hat, erhält er einen Folgeauftrag von Rabenalts Sohn Karl-Hermann: Wilsberg soll eine Frau aufspüren, die mit seinem Vater Heimlichkeiten hat. Ohne es zu ahnen, kennt Wilsberg die Gesuchte, denn es ist Ines, eine alte Schulfreundin, die sich gerade in Münster mit ihm getroffen hat. Daher vermutet er, dass dieses Treffen kein Zufall, sondern Berechnung war. Noch am gleichen Abend erhält er einen Anruf von der verzweifelten Tanja: Ihr Adoptivvater hat sich bei einem Sturz von der Treppe das Genick gebrochen; ihr Bruder ist verhaftet worden wegen des Verdachts, ihn gestoßen zu haben. Tanja selbst hält sich versteckt, damit das Jugendamt sie nicht mitnehmen kann. Wilsberg findet sie in einer Scheune und nimmt sie mit zu sich ins Antiquariat. Doch aufgrund einer Pfändungsklage des Ordnungsamtes können beide dort nicht bleiben und suchen Unterschlupf bei Wilsbergs Freund Manni.
Dank seines Anwalts Detlef Hinz ist Karl-Hermann Rabenalt schnell wieder auf freiem Fuß. Wilsberg erfährt von Rabenalt, dass Hinz das Grundstück kaufen will und er es ihm versprochen hat, wenn er es einmal erben sollte. Dies macht ihn für den Privatdetektiv verdächtig, bei dem Sturz des alten Mannes nachgeholfen zu haben. Als er dann auch noch Ines bei Hinz antrifft, wittert Wilsberg einen Zusammenhang. Er stellt Ines zur Rede; sie versichert ihm, dass Hinz nur ihr Anwalt sei, doch als er sie spät abends noch einmal aufsuchen will, findet er sie erschlagen in ihrer Wohnung.
Für Wilsberg bleibt Hinz der Hauptverdächtige, denn nach seinen Recherchen betreibt Hinz mit seinem Wissen von Mandaten Grundstücksspekulation. Münster plant den Bau einer Umgehungsstraße und die würde genau über das Grundstück von Rabenalt gehen. Doch wie sich herausstellt, hatte der alte Rabenalt vor seinem Sturz einen Schlaganfall, sodass niemand für seinen Tod verantwortlich gemacht werden kann. Die Obduktion von Ines bringt neben der Todesursache auch eine alte Kaiserschnittnarbe zu Tage, was Wilsberg zu der Vermutung Anlass gibt, dass sie Tanjas Mutter sein könnte und deshalb so oft bei Rabenalt war. Diese Vermutung bestätigt sich, als Wilsberg Ines Mutter darauf anspricht. Die Suche nach Tanjas Vater führt ihn zu Kommunalpolitiker Droste. Er war damals der Klassenlehrer von Ines und gibt zu, Ines von sich gestoßen zu haben, als sie gedroht habe, die Affäre von damals auffliegen zu lassen. Bei dem Sturz habe sie sich das Genick gebrochen, was ihm sehr leid tue.

## Hintergrund
Am 26. September 2007 wurde die Folge zusammen mit der ersten Folge Und die Toten lässt man ruhen von Polarfilm auf DVD mit FSK-12-Freigabe veröffentlicht. Die DVD enthält neben den beiden Hauptfilmen als Bonusmaterial ein Making-of sowie ein Porträt über die Stadt Münster.
Die Musik unter dem Abspann ist Al Martinos Red Roses for a Blue Lady.

## Kritik
Die Redaktion von TV Spielfilm ist der Meinung: „Sympathischer Provinzkrimi mit Lokalkolorit“.